# Mignete
Mignete (Mignè in dialetto lodigiano) è la più popolosa frazione di Zelo Buon Persico, con i suoi circa 500 abitanti, soprannominati (scormagna) Marter de Migné. La probabile origine è data dal fatto che i santi patroni sono appunto due martiri (in dialetto martèr, che però vuol anche dire ignorante, duro a capire le cose).

## Storia
Mignete è una località di antica origine, citata per la prima volta in un documento del 1146.
Fu da sempre feudo dell’Ospedale Maggiore di Milano, ad eccezione di pochi brevi periodi di infeudazione a nobili lombardi. Nel 1751, al momento dell’inchiesta disposta dalla Regia Giunta per il Censimento, la comunità, che contava 216 anime, dichiarò di non essere stata più infeudata dalla morte del conte Giulio Cesare Bonesana, al quale peraltro non era mai stato versato alcunché. Appunto perché non infeudata, la comunità non aveva alcun giusdicente feudale e ricorreva, quando necessario, al podestà di Lodi. L’Ospedale Maggiore, che vendette molte proprietà a conosciute famiglie lodigiane, conservò per sé il grande podere locale di cui affidò, per oltre due secoli, la conduzione e la direzione dei molti dipendenti alla medesima famiglia: i Garbelli di Mignete. Questi, così, legarono in modo indissolubile il loro nome a quello del paese anche grazie al Sig. Mario Giovanni Garbelli di Mignete (nato nel 1879), grande imprenditore agricolo, consigliere comunale, assessore ed infine Sindaco di Zelo Buon Persico dal 1911 al 1920.
In età napoleonica (1809-16) al comune di Mignete furono aggregate Muzzano e Villapompeana, ridivenute autonome con la costituzione del Regno Lombardo-Veneto. Muzzano fu poi aggregata definitivamente nel 1841.
Nel 1869 Mignete divenne frazione del comune di Zelo Buon Persico. Aveva circa 650 abitanti, era un paese prevalentemente agricolo e i patroni della sua chiesa sono gli Apostoli Filippo e Giacomo.
L'attuale popolazione è dovuta ai recenti e repentini processi di urbanizzazione del piccolo paese che a fine secolo scorso (fino quasi al 2001) era un centro con poco più di 150 abitanti, rappresentando comunque il maggior insediamento presente nel comune dopo il capoluogo.

## Origini del nome
Per il nome Mignete (forse longobardo), non si sono trovate spiegazioni adatte alla sua derivazione.

## Società

### Religione
La festa dei santi patroni Filippo e Giacomo che ricorre il 3 maggio, ma che per motivi pratici viene festeggiata ogni anno nell'antica data del 1º maggio, consiste ancor oggi nella processione che vede le statue dei santi patroni sfilare in processione per le vie del paese.
Altra data importante dal punto di vista religioso è la prima domenica di ottobre nella quale, analogamente a quanto avviene a maggio si fa sfilare la Madonna del Rosario.